# Maria Grossek-Korycka
Maria Grossek-Korycka, z domu Nowicka (ur. 8 grudnia 1864 w Krakowie; zm. 15 kwietnia 1926 w Warszawie) – polska poetka, tłumaczka i publicystka.

## Zarys biograficzny
Wszechstronnie uzdolniona, studiowała kolejno medycynę i matematykę w Petersburgu oraz filologię w Krakowie.
Po studiach osiadła na Ukrainie, gdzie pracowała jako nauczycielka.
Po śmierci pierwszego męża, w 1908 roku przeprowadziła się z Kijowa nad Wisłę (mieszkała m.in. w Warszawie, Jędrzejowie) i zaczęła zajmować się publicystyką.

## Twórczość

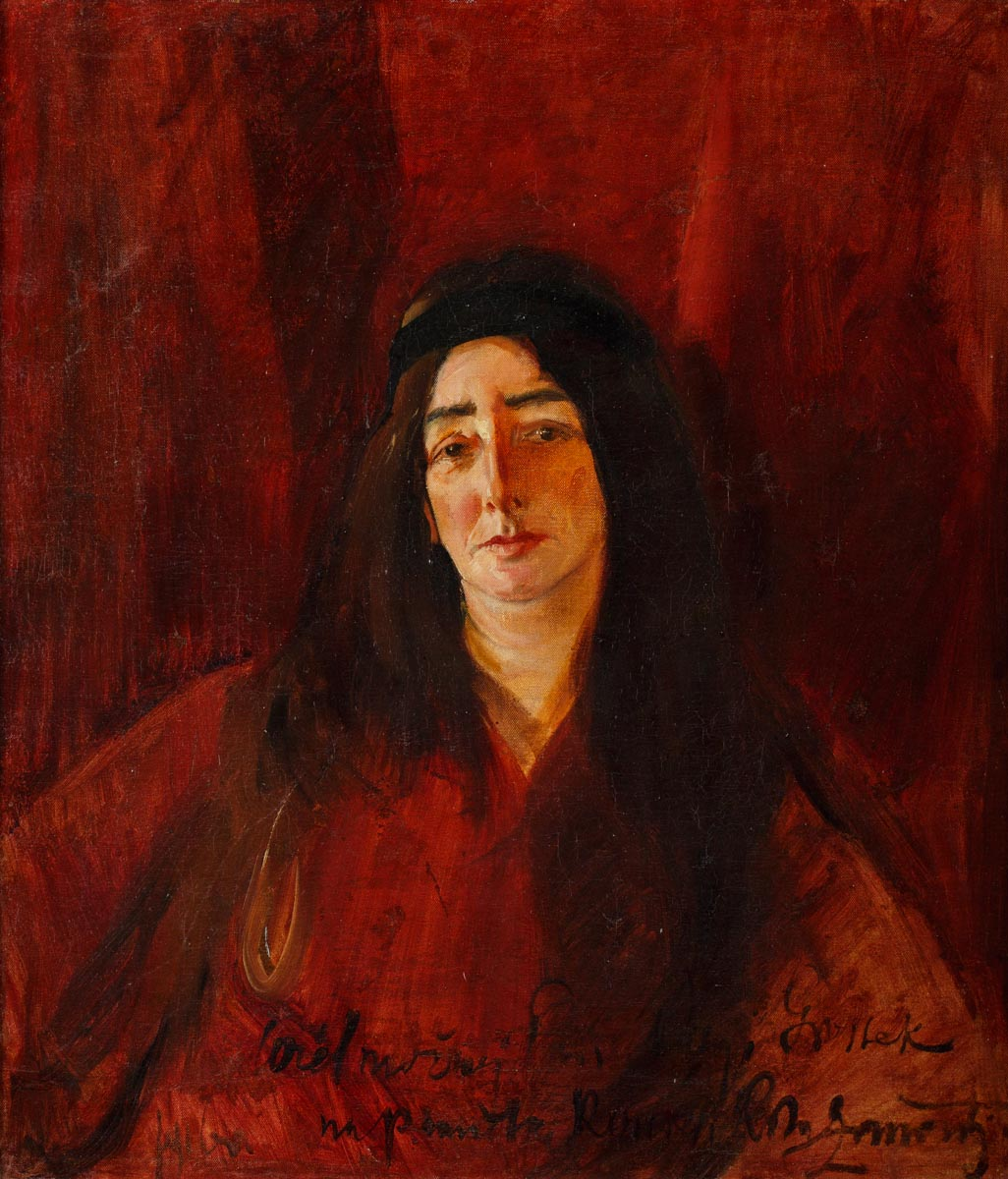
Portret kobiety w czerwieni - Maria Grossek-Korycka na portrecie pędzla Konrada Krzyżanowskiego (1916)

W twórczości lirycznej była przedstawicielką ekspresjonizmu, w jej przypadku wyrastającego z pnia polskiej tradycji romantycznej (np. poemat Hafciarka z tomu Niedziela palm, nast. wersja pt. Wieszczka, wyd. 1928).
W późniejszej twórczości zwraca uwagę nurt bergsonizmu oraz wpływy pism mistyków (por. Orzeł oślepły, niektóre utwory z pośmiertnego tomu Pamiętnik liryczny). W Medytacjach z 1913 ujęła swoje poglądy etyczne, podejmując krytykę filozofii Nietzschego i łącząc myśl Henriego Bergsona z wątkami chrześcijańskimi.
Tom Z krainy piękna obejmuje reportaże z Włoch oraz artykuły dotyczące problemu nowatorstwa w sztuce oraz estetyki ekspresjonizmu (Dialogi i Italiana). Natomiast w tomie Świat kobiecy zebrano felietony społeczno-obyczajowe.
Korycka jest także autorką powieści Serce (początkowo, w 1902 r. wyd.  pt. Prawda) oraz tłumaczką poezji Émile’a Verhaerena (Jasne godziny).
Jej zapomniana dziś twórczość jest niejednorodna i nierówna artystycznie, niemniej jednak należy ją uznać za ciekawy przykład początków ekspresjonizmu w literaturze polskiej.

## Ważniejsze prace
- Pisma t 1. Poezye, Warszawa 1904
- Medytacje, 1913: tom 1, tom 2 (wydanie drugie pt. O supremacji zła, 1930)
- Orzeł oślepły, Kraków 1913
- Hymn zmartwychwstania, 1918
- Niedziela palm[3], Kraków 1919
- Pamiętnik liryczny, Warszawa 1928
- Wieszczka. Poezje, Warszawa 1928
- Z krainy piękna[4], 1929
- Świat kobiecy, Warszawa 1929